# ピーター・ベネンソン
ピーター・ベネンソン（Peter Benenson, 1921年7月31日 - 2005年2月25日）は、イギリスの弁護士で、アムネスティ・インターナショナルの創立者である。本名はPeter James Henry Solomon Benensonという。

## 来歴・人物
ロンドン生まれ。1961年、ベネンソンは一つの報道に接する。その報道は、2人のポルトガル人学生が自由を求めて乾杯したために7年の刑を言い渡されたというものであった。かねてから人権活動に関わってきたベネンソンは、すぐに「オブザーバー」に「忘れられた囚人」(The Forgotten Prisoners) と題する意見広告を載せた。そこで『良心の囚人』という概念を提唱した。その後、7月にルクセンブルクでベネンソンら7人がアムネスティ・インターナショナル（略称：AI）を設立した。
しかし、1964年以降健康上の理由からAIの活動から遠ざかり始め、1967年にはAIを脱会した。以後AIの活動に戻ることはなかった。